# Javier Bustinduy
Javier Bustinduy Fernández (Madrid, 17 de julio de 1949-Madrid, 9 de marzo de 2016) fue un ingeniero de Caminos, Canales y Puertos español, especialista en transporte público y ferroviario. Es particularmente conocido por haber sido el modernizador de la red ferroviaria de cercanías española, así como por haber ideado la llamada Solución Bustinduy.
Fue director de explotación de Metro de Madrid, Director de Cercanías de RENFE, profesor de la Escuela de Caminos, Canales y Puertos de la UCLM, profesor del Curso de transportes de la Fundación de los Ferrocarriles Españoles desde su fundación en 1987, vicepresidente del Pasillo Verde Ferroviario de Madrid, presidente del Grupo de Ferrocarriles suburbanos y miembro del Comité de ferrocarriles regionales y suburbanos de la International Association of Public Transport (UITP).

## Biografía

### Formación académica
Ingeniero por la Universidad Politécnica de Madrid (1973) con doble especialidad cum laude en Transportes, Puertos y Urbanismo y Cimientos y Estructuras, Javier Bustinduy fue uno de los primeros españoles en graduarse por el Massachusetts Institute of Technology, obteniendo el Master of Science in Civil Engineering, (Transportation) en 1976.
Durante su estancia en los EE. UU., cursó asimismo estudios de Arquitectura y Urbanismo en la Universidad de Harvard.

### Trayectoria profesional
Bustinduy trabajó 10 años como consultor en EYSER, donde fue director de estudios y proyectos de transporte.
En 1983 fue nombrado Jefe de la División de Programación, Proyectos Vía y Obras de Metro de Madrid y poco después director de explotación de la misma compañía, desde donde desarrolló la nueva organización, material móvil, renovación de estaciones, cambio de esquemas de servicio, mantenimiento y explotación, que permitieron recobrar el crecimiento de viajeros tras catorce años de descenso ininterrumpido. 
Dirigió la renovación del servicio de cercanías en España a través de la creación de Renfe Cercanías, siendo desde 1988 el director general de la primera Unidad de Negocio de RENFE, Red Nacional de los Ferrocarriles Españoles, que concibió como un modo de transporte metropolitano y moderno.
Ideó y ejecutó la reestructuración interna de RENFE para crear una división con capacidad para planificar y gestionar conjuntamente las distintas redes de Cercanías creadas en España, pasando a gestionar 12 redes (Madrid, Barcelona, Bilbao, Sevilla, Valencia, Murcia, Alicante, Asturias, San Sebastián, Santander, Cádiz y Málaga), con 40 líneas de viajeros, y 500 estaciones. Bajo su dirección, se gestó la duplicación de demanda y la triplicación de ingresos en cuatro años.
En 1992 fundó BB&J Consult, S.A., empresa consultora independiente de Ingeniería de transportes dedicada a la redacción de planes, estudios y proyectos, y gestión de sistemas de transporte con experiencia en más de 35 países de América (Argentina, Bolivia, Brasil, Chile, Colombia, Guatemala, México, R. Dominicana, U.S.A., Venezuela), Asia (China, Corea del Sur, Irak), África (Egipto, Libia, Marruecos, Túnez), Australia y Europa (España, Portugal, Francia, Italia, Alemania, Reino Unido, Irlanda, Bélgica, Holanda, Noruega, Dinamarca, Suecia...).
Durante toda su vida fue un firme defensor del transporte público y de la democratización de la movilidad urbana. Defendió especialmente la reimplantación de los tranvías y el desarrollo de las redes ciclistas como medio fundamental para la movilidad, el desarrollo y el crecimiento sostenible de la ciudad.

## Principales trabajos
Javier Bustinduy fue director de más de 300 estudios y proyectos nacionales e internacionales en el sector del transporte urbano e interurbano, especialmente en el sector ferroviario. Impartió y colaboró en cientos de conferencias, cursos y publicaciones nacionales e internacionales (UITP, UIC, FFE, FCH...) como especialista en transporte público y ferroviario, gozando del prestigio y el reconocimiento internacional de la profesión por su brillantez, su conocimiento y su compromiso. De especial relevancia fue su participación en la Unión Internacional de Ferrocarriles (UIC).
- Planes Intermodales de Transporte y de explotación en más de cincuenta líneas ferroviarias de cercanías y metro (Madrid, Málaga, Bilbao, Salvador de Bahía, Ciudad de México, Bahía de Cádiz, Barcelona, Bogotá, Sanya, Haikou,...)
- Plan Marco del Sistema Integrado de Transporte Urbano Regional de Bogotá. 2012-2042 (Colombia)
- Plan Sectorial ferroviario nacional de España 2005-2020
- Plan de transportes integral de Haikou y Sanyá (Hainan, China)
- Línea de alta velocidad Madrid-Barcelona. Variantes Lleida-Barcelona
- Línea de cercanías Buenavista-Cuautitlán en México
- Estudios de demanda modelizados (Metro de Salvador de Bahía, Cercanías Buenavista Cuautitlán y Sistema 3 en México, M-30 de Madrid, metro de Vigo,...) y comparativos (benchmarking) de ámbito mundial o europeo (La estación de alta velocidad y la ciudad,[5] UIC, puestos de control...)
- Concepción, anteproyecto o proyecto de construcción de más de 100 intercambiadores de transporte (intercambiador central Plaza-Catalunya y Sagrera-Meridiana en Barcelona, Intercambiador de Príncipe Pío  en Madrid, central de metro de Málaga,...)

Hablaba 6 idiomas y escribió 22 novelas cortas, una por año desde 1995 hasta su muerte, centradas en dilemas morales y prácticos asociados al transporte y la movilidad de las personas e impregnadas de una fuerte concepción humanista y democrática de la ingeniería.

## Distinciones
- Primer premio Concurso Internacional de Ideas sobre la Estación Futura de la red europea de alta velocidad, convocado por la Asociación de Ciudades de la alta velocidad, convocado por las direcciones generales de Transportes, Medio Ambiente y Ordenación del Territorio de la Unión Europea y la Unión Internacional de Ferrocarriles. (Equipo español formado por el ingeniero Javier Bustinduy, el diseñador Alberto Corazón, el arquitecto Francisco Longoria y el antropólogo Josechu Mazariegos). ACAV-DG VII UE-UIC.
- Premio del Colegio de Ingenieros de Caminos Canales y Puertos a la Mejor obra pública. Proyecto de construcción del Intercambiador de Príncipe Pío  en Madrid. .[7][8]
- Concurso Intercambiador central Barcelona. Con arq. Casero. Ganadores
- Concurso Auditorio de Málaga. Con arq. Soriano, Benedicto. Ganadores